# Sandvik
Sandvik Aktiebolag je švédská strojírenská firma. Vyrábí řezací nástroje, vrtáky, těžní zařízení, topná tělesa, ocelové trubky a dráty.
Založil ji v roce 1862 ve městě Sandviken Göran Fredrik Göransson. Jeho továrna jako první začala vyrábět ocel pomocí Bessemerova konvertoru. Od roku 1868 nesla název Sandvikens järnverks, který byl v roce 1972 zkrácen na Sandvik. Společnost má divize Sandvik Manufacturing and Machining Solutions, Sandvik Mining and Rock Solutions, Sandvik Rock Processing Solutions a Sandvik Materials Technology. V Sandvikenu také firma provozuje vlastní odbornou střední školu Göranssonska skolan.
Firma Sandvik má okolo 44 000 zaměstnanců a působí ve 150 zemích. Její výnos v roce 2020 byl 86,5 miliardy švédských korun. Patří k třiceti největším firmám, jejichž akcie jsou obchodovány na burze Nasdaq Stockholm. Sídlí v budově Světového obchodního centra ve Stockholmu. Předsedou představenstva je od roku 2015 Johan Molin.